# Faber and Faber
Faber and Faber Limited, prescurtată de obicei Faber, este o editură independentă din Londra, Regatul Unit. În decursul timpului a publicat scrierilor mai multor prozatori și poeți celebri precum T.S. Eliot (redactor și director al companiei Faber), W.H. Auden, William Golding, Samuel Beckett, Philip Larkin, Ted Hughes, Seamus Heaney și Paul Muldoon.
În anul 2006 compania a fost numită Editorul anului de către KPMG.
Faber and Faber Inc., fosta sucursală americană a companiei londoneze, a fost vândută în 1998 companiei  Farrar, Straus and Giroux din cadrul conglomeratului german Holtzbrinck. Faber and Faber a încheiat parteneriatul cu FSG în 2015 și a început să-și distribuie direct cărțile sale în Statele Unite ale Americii.

## Istoric
Faber and Faber a fost înființată în 1929, dar originea sa se află în editura Scientific Press, deținută de Sir Maurice și Lady Gwyer. Scientific Press a obținut o mare parte din veniturile sale de pe urma publicării revistei săptămânale The Nursing Mirror. Dorința soților Gwyer de a se extinde în industria editorială i-a condus la Geoffrey Faber, profesor la All Souls College, Oxford; cei trei parteneri au fondat Faber and Gwyer în 1925. După patru ani, revista The Nursing Mirror a fost vândută, iar Geoffrey Faber și soții Gwyer au convenit să meargă pe căi separate. Faber a schimbat numele companiei în Faber and Faber, deși nu a fost implicat niciodată un alt Faber în această afacere.
T.S. Eliot, care îi fusese recomandat lui Faber de Charles Whibley, a părăsit banca Lloyds Bank din Londra pentru a i se alătura lui Faber pe post de consilier literar; în primul an, editura i-a publicat volumul Poems 1909–1925. În plus, cataloagele editurii din primii ani includeau cărți de Ezra Pound, Jean Cocteau, Herbert Read, Max Eastman, George Rylands, John Dover Wilson, Geoffrey Keynes, Forrest Reid, Charles Williams și Vita Sackville-West. În 1928 Faber and Faber a publicat primul său bestseller, Memoirs of a Fox-Hunting Man. Cartea a fost publicată inițial anonim; numele autorului, Siegfried Sassoon, a fost adăugat pe pagina de titlu la ediția a II-a. În următoarele șase luni, această carte a fost retipărită de opt ori.

## Rolul său în industria editorială
Poezia a fost inițial cea mai renumită parte componentă a listei Faber, incluzând volume publicate sub coordonarea lui T.S. Eliot de W.H. Auden, Stephen Spender, Louis MacNeice, Ezra Pound, Marianne Moore, Wyndham Lewis, John Gould Fletcher, Roy Campbell, James Joyce, David Jones (artist-poet) și Walter de la Mare.
Sub președinția lui Geoffrey Faber, comitetul editorial era format în 1929 din Eliot, Richard de la Mare, Charles Stewart și Frank Morley. Directorul artistic al firmei a fost Berthold Wolpe. Faber a publicat biografii, memorii, ficțiune, poezie, eseuri politice și religioase, monografii de artă și arhitectură, cărți pentru copii și cărți de științe naturale și ecologie. De asemenea, a publicat revista literară a lui Eliot intitulată The Criterion. Eliot a refuzat două cărți ale lui George Orwell, A Scullion's Diary (versiunea originală a cărții de memorii Fără un sfanț prin Paris și prin Londra) și Ferma animalelor.
În timpul celui de-al Doilea Război Mondial, lipsa hârtiei a dus la profituri mari, dar o mare parte din acest profit a fost reținut sub formă de impozite. Printre scriitorii notabili ai editurii Faber din perioada postbelică se numără William Golding (deși compania aproape că i-a respins Împăratul muștelor), Lawrence Durrell, Robert Lowell, Ted Hughes, Sylvia Plath, W.S. Graham, Philip Larkin, P.D. James, Tom Stoppard și John Osborne. Firma s-a orientat tot mai mult către dramaturgia contemporană, publicând, printre altele, piesele de teatru a trei laureați ai premiului Nobel: Harold Pinter, Samuel Beckett și T.S. Eliot . Alți dramaturgi s-au alăturat ulterior editurii Faber, printre care Alan Ayckbourn, Alan Bennett, Brian Friel, Tony Harrison, David Hare, Frank McGuinness și Timberlake Wertenbaker.

## Editura în secolul al XXI-lea
Scriitori moderni precum Kazuo Ishiguro, Peter Carey, Orhan Pamuk și Barbara Kingsolver s-au alăturat, de asemenea, editurii Faber. După ce a publicat timp de câțiva ani operele dramaturgice ale lui Samuel Beckett, compania a dobândit în 2007 drepturile editoriale asupra restului operei sale de la editura John Calder. Faber a anunțat în octombrie 2011 că Jarvis Cocker, solistul trupei Pulp, se va alătura editurii ca redactor, îndeplinind o funcție similară cu cea deținută de Pete Townshend de la The Who în anii 1980 
În 2008 a fost creată marca Faber Finds pentru a face disponibile cărți care nu au mai fost publicate de mult timp, folosind tehnologia tipăririi la cerere. Printre cărțile republicate în cadrul acestei mărci s-au aflat texte din arhivele Mass-Observation și opere literare scrise de John Betjeman, Angus Wilson, A.J.P. Taylor, H.G. Wells, Joyce Cary, Nina Bawden, Jean Genet, P.H. Newby, Louis MacNeice, John Carey, F.R. Leavis, Jacob Bronowski, Jan Morris și Brian Aldiss. În 2009 Faber Finds a început să publice cărți electronice.
Filiala americană a companiei Faber a fost vândută în 1998 către Farrar, Straus și Giroux („FSG”), unde a rămas ca o marcă axată pe arte, divertisment, media și cultură de masă. În februarie 2015 compania Faber a anunțat sfârșitul parteneriatului său cu FSG.
În iunie 2012, pentru a coincide cu aniversarea a 50 de ani de la încoronarea reginei Elisabeta a II-a, Faber a lansat site-ul web Sixty Years in Sixty Poems. Ca urmare a comenzii formulate de The Space - noua platformă de arte digitale dezvoltată de Arts Council în parteneriat cu BBC - Sixty Years in Sixty Poems a preluat poezii din antologia poetei Carol Ann Duffy, Jubilee Lines, și le-a prezentat prin intermediul unor materiale de arhivă înregistrate de actori.

## The Faber Academy
În 2008 compania Faber a lansat The Faber Academy, un club de scriere creativă care oferă cursuri pentru scriitorii aspiranți. Cursurile oferite sunt „Arta publicării”, „Scrierea ficțiunii” și „Arta de a deveni poet”. Uneori, cursurile sunt susținute de scriitori celebri precum Mike Figgis, Jeanette Winterson și Tobias Hill. Printre studenții notabili se numără S.J. Watson.
În 2018 The Faber Academy a început să ofere o bursă pentru doi scriitori în fiecare an, punând accentul pe grupurile subreprezentate precum scriitorii de culoare, scriitorii cu dizabilități și scriitorii LGBTQ+.

## Faber Digital
Faber Digital a fost lansat în 2009. El a publicat o serie de aplicații cu specific literar pentru iPhone și iPad, inclusiv Malcolm Tucker: The Missing Phone (care a fost nominalizat pentru un premiu BAFTA), QI: Quite Interesting, Harry Hill's Joke Book și The Waste Land for iPad app. The Waste Land for iPad app a fost a doua colaborare a lui Faber cu Touch Press, după Solar System for iPad, care a câștigat Premiul Futurebook pentru inovație digitală la Premiile Industriei de Carte din 2011. În 2013, în parteneriat cu Bloomsbury Publishing Plc, Faber Digital a lansat Drama Online, o platformă cu conținut digital disponibil prin abonament pentru biblioteci, profesori, studenți și cercetători.

## Faber Factory
Faber (în parteneriat cu Perseus Books Group din SUA) a introdus serviciul de digitalizare Faber Factory în 2011.

## Sediu
Sediul inițial al firmei a fost în clădirea în stil georgian de pe 24 Russell Square din Bloomsbury, Londra. Faber și-a mutat mai târziu sediul în clădirea de pe 3 Queen Square, Londra, iar la 19 ianuarie 2009 firma s-a mutat în Bloomsbury House de pe 74-77 Great Russell Street, Londra.

## Laureați ai Premiului Nobel publicați de Faber
- 1948 T. S. Eliot
- 1960 Saint-John Perse
- 1969 Samuel Beckett
- 1980 Czesław Miłosz
- 1983 William Golding
- 1992 Derek Walcott
- 1995 Seamus Heaney
- 1996 Wisława Szymborska
- 1999 Günter Grass
- 2005 Harold Pinter
- 2006 Orhan Pamuk
- 2010 Mario Vargas Llosa
- 2017 Kazuo Ishiguro